# Richard Neville, 16. Earl of Warwick

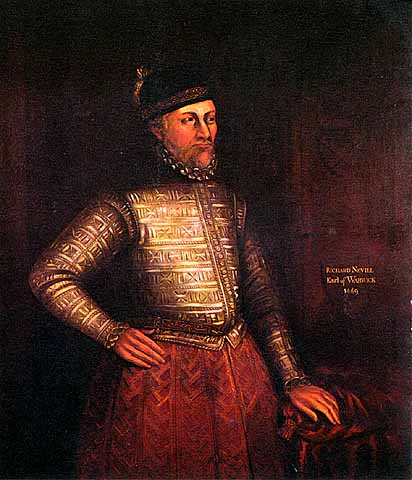
Richard Neville, 16. Earl of Warwick

Richard Neville, 16. Earl of Warwick (* 22. November 1428; † 14. April 1471 bei Barnet), war ein englischer Adliger. Er war unter seinen Zeitgenossen auch als „Warwick der Königsmacher“ bekannt. Als reichster Mann Englands außerhalb der königlichen Familie nutzte er seinen Reichtum und seine Macht dazu, König Heinrich VI. (Haus Lancaster) abzusetzen und an seiner Stelle Eduard IV. (Haus York) zu inthronisieren; nach einem Zerwürfnis mit König Eduard verhalf er Heinrich VI. zu dessen Rückkehr auf den Thron.

## Leben
Neville war der älteste Sohn von Richard Neville und Alice Montacute, 5. Countess of Salisbury. Sein jüngerer Bruder war John Neville, 1. Marquess of Montagu, und kurze Zeit auch Earl of Northumberland. Neville heiratete Anne de Beauchamp, die Schwester von Henry de Beauchamp, 1. Duke of Warwick. Als dieser starb, verfiel zwar der Titel eines Duke of Warwick, der Titel des Earls wurde an seine Tochter Anne Beauchamp, 15. Countess of Warwick, die noch ein 2-jähriges Kind war, übertragen. Lady Warwick starb mit fünf Jahren, und Richard Neville erhielt den Titel durch seine Frau (die denselben Namen wie ihre Nichte, die verstorbene Countess trug). So konnte er zwei große Grafschaften mit Ländereien in den englischen Midlands und in den Welsh Marches unter seine Kontrolle bringen.
Als angeheirateter Neffe von Richard Plantagenet, 3. Duke of York, spielte Neville eine Schlüsselrolle in den Rosenkriegen. Er benutzte seinen Einfluss und seine Bekanntheit, um den Einfluss des Herzogs von York unter Heinrich VI. zu steigern, obwohl er dessen Unterstützung zeitweise aussetzte, als er 1460 vor dem Parlament den Thron für sich beanspruchte. Neville wurde nach dem Tod seines Vaters in der Schlacht von Wakefield im Jahr 1460 der größte und einflussreichste Landbesitzer in England. Durch die Unterstützung seines Militärs, insbesondere bei der Schlacht von Towton, die mit einem überwältigenden Sieg der Yorkisten endete, setzte er Eduard IV. auf den Thron. Die beiden hatten eine sehr enge Beziehung während der ersten Regierungsjahre Edwards, als Neville für ihn die Lancastrischen Rebellionen in den nördlichen Grafschaften niederschlug. Neville übte ab 1460 das Amt des Lord Warden of the Cinque Ports aus.
In den späten 1460er Jahren trennten sich die beiden. Der Zusammenbruch ihrer Beziehung hatte verschiedene Gründe, aber hauptsächlich lag es an der heimlichen Heirat Eduards mit Elizabeth Woodville im Jahr 1464, während Neville gerade eine französische Heiratsoption für seinen König verhandelte. Zu dieser Beleidigung gesellte sich bald Verbitterung über die Bevorzugung der Woodvilles am Hofe. Auch andere Faktoren trugen zu Nevilles Ärger bei, wie Edwards Sympathien für eine Allianz mit Burgund, während Warwick Frankreich bevorzugte, und Edwards Widerstreben, seinen Brüdern George Plantagenet, 1. Duke of Clarence, und Richard, Duke of Gloucester die Hochzeit mit Warwicks Töchtern Isabella und Anne zu erlauben.
1469 hatte Warwick eine Allianz mit Eduards eifersüchtigem Bruder George geschlossen, mit dem er seine älteste Tochter Isabella im gleichen Jahr verheiratete. Sie schlugen Eduards Truppen in der Schlacht von Edgecote Moor, nahmen den König gefangen und regierten einige Monate in seinem Namen. Allerdings blieb neben einer großen Anzahl englischer Adliger auch Warwicks Bruder John Neville dem König loyal. Eduard IV. wurde bald durch eine von seinem jüngsten Bruder Richard geführten Armee befreit. Warwick wurde 1470 als Verräter angeklagt und war gezwungen, nach Frankreich zu fliehen, wo er eine Allianz mit seiner alten Feindin Margarete von Anjou, Ehefrau Heinrichs VI., schloss. Als Ergebnis verheiratete er seine jüngere Tochter Anne mit Margaretes Sohn, Edward, dem Prince of Wales.
Margarete misstraute Nevilles Absichten und bestand darauf, dass er seine Ehrlichkeit unter Beweis stelle, indem er mit einer Armee nach England zurückkehre. Noch 1470 führte Neville ein neu aufgestelltes Heer auf die Insel und fand diesmal auch Unterstützung durch seinen Bruder John von Norden her. Eduard IV. musste fliehen, während Neville Heinrich VI. am 3. Oktober wieder auf den Thron brachte.
Warwick plante nun, seine Allianz mit Ludwig XI. von Frankreich zu festigen, indem er Frankreich half, in Burgund einzufallen, wofür Ludwig ihm als Belohnung die bis dato burgundischen Ländereien Zeeland und Holland versprach. Diese Neuigkeiten erreichten Karl den Kühnen, den Herzog von Burgund, der Eduard wiederum mit einer Armee bei dessen Rückkehr nach England im Jahr 1471 Waffenhilfe leistete. Neville erhielt Unterstützung durch Margarete, die mit ihrem Sohn ebenfalls nach England übersetzte. Neville wurde zusammen mit seinem Bruder John geschlagen und in der Schlacht von Barnet im Jahr 1471 getötet. Seine Tochter Isabella blieb mit dem Herzog von Clarence verheiratet. Anne, deren Ehemann, der Prince of Wales, später in der Schlacht von Tewkesbury getötet wurde, heiratete später Richard, Duke of Gloucester, den späteren Richard III. von England.
Den Titel Earl of Warwick erbte nach dem Tod seiner Witwe 1492 sein Enkel Edward Plantagenet, der Titel des Earl of Salisbury ruhte ab seinem Tod und wurde 1472 an George Plantagenet neu verliehen.